# 覆土作物
覆土作物（英語：cover crops）或覆蓋作物是为了覆盖土壤而非为了收获而种植的植物。這類作物長成後，莖葉覆蓋地面，具有防止土壤沖刷的功用。覆土作物耕翻土中後，亦可增加土壤養分而為綠肥作物。常見的有蠶豆、野豌豆、紫苜蓿等。
在農業中，覆蓋作物是種植以覆蓋土壤而不是為了收穫目的的植物。覆蓋作物管理著農業生態系統中的土壤侵蝕，土壤肥力，土壤質量，水，雜草，害蟲，疾病，生物多樣性和野生動植物，而農業生態系統是由人類管理和塑造的生態系統。收穫經濟作物後，覆蓋作物可能是淡季作物。它們可能會越冬。

## 水土流失
儘管覆蓋作物可以在農業生態系統中同時發揮多種功能，但它們的種植通常只是為了防止水土流失。土壤侵蝕是一個可以不可挽回地降低農業生態系生產能力的過程。覆蓋作物透過改善土壤結構和增加滲透、保護土壤表面、分散雨滴能量以及降低水在土壤表面的移動速度來減少土壤流失。茂密的覆蓋作物在接觸土壤表面之前會物理地減慢降雨速度，防止土壤飛濺和侵蝕地表徑流。此外，龐大的覆蓋作物根系網絡有助於將土壤固定到位並增加土壤孔隙度，為大型土壤動物創造合適的棲息地。 它使土壤在未來幾年保持良好的肥沃狀態。

## 土壤肥力管理
覆蓋作物的主要用途之一是提高土壤肥力。這些類型的覆蓋作物被稱為“綠肥”。它們用於管理一系列土壤常量營養素和微量營養素。在各種養分中，覆蓋作物對氮管理的影響最受研究人員和農民的關注，因為氮通常是作物生產中最限制性的養分。
通常，綠肥作物會種植一段特定的時期，然後在完全成熟之前進行耕作，以提高土壤肥力和品質。留下的莖可以阻止土壤被侵蝕。
綠肥作物通常是豆科作物，這意味著它們是豌豆科豆科的一部分。這個科的獨特之處在於它的所有物種都結莢，例如豆、扁豆、羽扇豆和苜蓿。豆科覆蓋作物通常含氮量較高，通常可以提供作物生產所需的氮量。在傳統農業中，這種氮通常以化肥的形式施用。在有機農業中，氮輸入可以採取有機肥料、堆肥、覆蓋作物種子和豆科覆蓋作物固定的形式。覆蓋作物的這種品質稱為肥料替代值。
豆科覆蓋作物的另一個獨特品質是它們與豆科植物根瘤中的根瘤菌形成共生關係。羽扇豆是由土壤微生物慢生根瘤菌(Bradyrhizobium sp.) 結瘤的。 （羽扇豆）。慢生根瘤菌作為微共生體存在於地中海起源的其他豆科作物（銀葉草、蓮花、鳥草、金合歡、羽扇豆）。這些細菌透過生物固氮過程將大氣中無法使用的氮氣轉化為生可使用的氨。一般來說，覆蓋作物會增加土壤微生物活性，這對土壤中的氮肥利用率、目標作物的氮吸收和作物產量有正面影響。

## 土壤品質管理
覆蓋作物還可以透過隨著時間的推移輸入覆蓋作物生物量來增加土壤有機質水平，從而改善土壤品質。土壤有機質的增加增強了土壤結構以及土壤的水和養分保持和緩衝能力。 它還可以導致土壤碳截存增加，這已被作為有助於抵消大氣二氧化碳水平上升的策略而得到推廣。
土壤品質得到管理，為農作物的生長創造最佳條件。影響土壤品質的主要因素是土壤鹽鹼化、pH值、微生物平衡和土壤污染的預防。值得注意的是，如果土壤品質得到適當的管理和維護，它將成為健康和富有成效的環境的基礎。人們可以設計和管理一種作物，在相當長的時間內創造健康的環境。

## 水管理
透過減少土壤侵蝕，覆蓋作物通常還可以減少田地排水的速度和數量，這通常會對下游的水道和生態系統造成環境風險。覆蓋作物生物量充當降雨和土壤表面之間的物理屏障，使雨滴能夠穩定地從土壤剖面上滴下來。此外，如上所述，覆蓋作物根系生長導致土壤孔隙的形成，除了增強土壤大型動物棲息地之外，還為水提供了透過土壤剖面過濾的途徑，而不是作為地表流從田地排出。隨著水入滲的增加，土壤儲水和含水層補給的潛力可以提高。
就在覆蓋作物被殺死之前（透過割草、耕作、滾壓或使用除草劑等做法），它們含有大量水分。當覆蓋作物融入土壤或留在土壤表面時，通常會增加土壤濕度。在農作物生產用水短缺的農業生態系統中，覆蓋作物可以用作覆蓋物，透過遮蔭和冷卻土壤表面來節約用水。這減少了土壤水分的蒸發，有助於保存土壤養分。

## 雜草管理
在覆蓋作物生長期間，厚覆蓋作物林通常與雜草競爭良好，並且可以阻止大多數發芽的雜草種子完成其生命週期和繁殖。如果覆蓋作物在生長終止後將其壓平在土壤表面，而不是作為綠肥併入土壤中，它會形成幾乎無法穿透的墊子。這大大降低了雜草種子的透光率，在許多情況下降低了雜草種子的發芽率。此外，即使雜草種子發芽，在建立突破覆蓋作物覆蓋層所需的結構能力之前，它們也常常耗盡儲存的生長能量。這通常被稱為覆蓋作物窒息效應。
有些覆蓋作物在雜草生長期間和死亡後都能抑制雜草。在生長過程中，這些覆蓋作物與雜草激烈競爭可用空間、光線和養分，死亡後，它們通過在土壤表面形成覆蓋層來窒息下一次雜草的生長。

## 疾病管理
就像覆蓋作物的化感作用可以抑制雜草一樣，它們也可以打破疾病週期並減少細菌和真菌疾病以及寄生線蟲的數量。十字花科的物種，例如芥菜，已被廣泛證明可以透過在其植物細胞組織中硫代葡萄糖苷化合物的降解過程中釋放天然產生的有毒化學物質來抑制真菌疾病種群。

## 進一步閱讀
- SARE National. Topic: Cover Crops.  （页面存档备份，存于）
- Midwest Cover Crops Council.  （页面存档备份，存于） Resources for growers, researchers, and educators.
- Clark, Andy (编).  (PDF) 3rd. Beltsville, Maryland: Sustainable Agriculture Network. 2007  [2024-10-13]. （原始内容存档 (PDF)于2016-05-27）.
- Giller, K. E.; Cadisch, G. . Plant and Soil. 1995, 174 (1–2): 255–277. Bibcode:1995PlSoi.174..255G. S2CID 24604997. doi:10.1007/bf00032251.
- Hartwig, N. L.; Ammon, H. U. . Weed Science. 2002, 50 (6): 688–699. S2CID 86045745. doi:10.1614/0043-1745(2002)050[0688:aiacca]2.0.co;2.
- Hill, E. C.; Ngouajio, M.; Nair, M. G. . HortScience. 2006, 31 (3): 695–700. doi:10.21273/HORTSCI.41.3.695 .
- Lu, Y. C.; Watkins, K. B.; Teasdale, J. R.; Abdul-Baki, A. A. . Food Reviews International. 2000, 16 (2): 121–157. S2CID 28356685. doi:10.1081/fri-100100285.
- Snapp, S. S.; Swinton, S. M.; Labarta, R.; Mutch, D.; Black, J. R.; Leep, R.; Nyiraneza, J.; O'Neil, K. . Agron. J. 2005, 97 (1): 1–11. Bibcode:2005AgrJ...97..322S. doi:10.2134/agronj2005.0322a.
- Thomsen, I. K.; Christensen, B. T. . Soil Use and Management. 1999, 15 (3): 195–200. Bibcode:1999SUMan..15..195T. S2CID 96397423. doi:10.1111/j.1475-2743.1999.tb00088.x.

## 外部連結
- https://web.archive.org/web/20120320063310/http://www.tumbledownfarm.com/drupal/Cyclopedia_of_American_Agriculture/Crops/Cover_Crops "Cover Crops"], Cyclopedia of American Agriculture, vol. 2, ed. by L. H. Bailey (1911). A short encyclopedia article, early primary source on varieties and uses of cover crops.